# Волнение (спектакль)
«Волнение» — спектакль Большого драматического театра им. Г. А. Товстоногова по одноимённой пьесе Ивана Вырыпаева; оба произведения созданы специально к тридцатипятилетию службы в БДТ Алисы Фрейндлих и столетию театра. Премьера спектакля состоялась 17 апреля 2019 года.

## Сюжет
Действие спектакля разворачивается в Нью-Йорке: у состоявшейся известной писательницы, уроженки Польши, в её квартире на Манхэттене берет интервью польский журналист. Писательница — человек закрытый и не публичный; постепенно интервью выбивается из гладкого русла и переходил в неожиданный ракурс. Свидетелями и невольными участниками действия становятся литературный агент писательницы, ее дочь и юрист, а также фотограф.

## Действующие лица и исполнители
- Улья Рихте, знаменитая американская писательница — Алиса Фрейндлих
- Кшиштоф Зелинский, журналист — Рустам Насыров
- Стив Ракун, литературный агент Ульи Рихте — Дмитрий Воробьёв
- Натали Блуменштайн, дочь и юрист Ульи Рихте — Полина Толстун / Юлия Марченко
- Майкл, фотограф — Василий Реутов
- Голос Ведущего — Андрей Феськов

## Автор о спектакле
«… мне кажется, что мне удалось сделать пьесу о том, что такое миф, настоящее значение мифа, как он устроен, откуда появляется Автор. Эта пьеса об Авторе и о том, как воспринимать искусство, об искусстве тоже».

## Отзывы и критика
- «Российская газета»: «Все эти хитросплетения мотивов авторы постановки впрямую озвучивают „закадровым“ текстом, но спектакль от этого вовсе не делается плоским. Наоборот! Как только на сцену является Улья, все договоренности летят к черту. … Блистательная Улья-Алиса от души озорничает, куражится, а то и шокирует своих собеседников»[5].
- «Деловой Петербург»: «Если бульварный театр — это не ругательство, а термин, историческое название театра для всех и каждого, а не только для умников да (пост)модернистов, то „Волнение“ Ивана Вырыпаева в БДТ — это прямо-таки его образец. Высокой пробы и идеальной точности, как эталон метрической системы. Во всяком случае, так кажется поначалу»[6].
- Евгений Авраменко, эксперт «Золотой маски»: «Когда Вырыпаев ставит свой текст, это дает нам спектакль иной выделки, чем когда другой режиссер ставит его пьесу. Если обобщать, то это интересный возврат к старому театру, когда он подчеркнуто не визуальный, литературный и актерский, в котором Алиса Бруновна чувствует себя очень свободно, это передается зрителю. Мы видим на сцене павильон прямо как в каком-то старом режиссерском театре, актеры играют в разговорной пьесе, написанной для Алисы Фрейндлих в бенефисной традиции. Пьеса начинается так, что главной героини нет, но о ней говорят, тем самым держа зрителя в напряжении»[7].
- Петербургский Театральный Журнал: «И вот приходит в голову простая мысль: не потому ли столь вопиюще скуден, безэмоционален сценографический антураж, а также костюмы и мизансцены — это должно оттенить и вывести на первый план самую тему „волнения“, которую ведет Улья Рихте — Алиса Фрейндлих. … Алиса Фрейндлих — национальное достояние наше. Ее героиня говорит себе и нам сущностные вещи самим своим пребыванием на сцене: этот драгоценный процесс происходит на наших глазах, в это трудно поверить»[8].
- «Коммерсантъ»: «Слов в спектакле много, прямого действия мало. Актеры не выжимают из себя и зрителей лишних эмоций, да и каких-то особых режиссерских приемов вроде нет. Такое впечатление, что сам воздух собирается вокруг них так, что оторваться от сцены нельзя[9].
- «Эксперт»: «Он дидактичен. Хочет все объяснить. И разом обнажает наслоившиеся друг на друга парадоксы человеческого существования. У него словно появился единственный шанс выстроить отношения с очень важным собеседником, и он пытается его использовать на все сто процентов. Как посланник неведомой вселенной, изо всех сил старается он донести до зрителя максимум смыслов в сжатой форме, требуя, чтобы тот до предела сконцентрировался в момент восприятия. За степень этой концентрации как раз и отвечает Алиса Фрейндлих»[10].

Спектакль вошел в Long List 2020 «Золотой маски».

## Гастроли
- Театр наций (Москва) — 20 января 2020[12]

## Другие постановки
- 2020 — реж. Надежда Алексеева — Новгородский театр для детей и молодежи «Малый», Великий Новгород[13][14]
- 2020 — реж. Николай Гостюхин — Пермь[15]